# Nathaniel Dance-Holland
Nathaniel Dance-Holland (Londra, 8 maggio 1735 – Winchester, 15 ottobre 1811) è stato un pittore inglese, figlio di George Dance il Vecchio.
Recatosi a Roma rimase influenzato dallo stile della capitale italiana, ciò è osservabile nel dipinto Ritratto del duca di Ugo di Northumberland con il suo tutore del 1763. Si fece valere soprattutto come ritrattista una volta tornato a Londra.